# Willem Jabes van Beeck Calkoen
Willem Jabes van Beeck Calkoen (Utrecht, 25 maart 1871 - Doorn, 13 februari 1945) was een Nederlands bestuurder.

## Leven en werk
Van Beeck Calkoen was een zoon van Mr. Aarnoud Willem van Beeck Calkoen en Jkvr. Pauline Albertine Ram. Hij studeerde rechten aan de Universiteit Utrecht. Hij trouwde met Jkvr. Adrienne Johanna Margaretha
Repelaer (1879-1964). Uit dit huwelijk onder anderen Frans van Beeck Calkoen, burgemeester van Ouderkerk aan den IJssel.
Van Beeck Calkoen was burgemeester van de gemeenten Bunnik, Odijk en Werkhoven (1901-1936), lid van de Provinciale Staten van Utrecht (1907-1927). Hij was daarnaast hoogheemraad (1919-1933) en dijkgraaf (1933-1941) van het Hoogheemraadschap van de Lekdijk Bovendams.
Hij was bovendien commissaris van de NV PUEM (1924-1937).